# Verhagen-Bürstenhaarmaus
Die Verhagen-Bürstenhaarmaus (Lophuromys verhageni) ist ein wenig erforschtes Nagetier aus der Gattung der Bürstenhaarmäuse (Lophuromys). Sie ist in Tansania endemisch. Das Artepitheton verhageni ehrt den belgischen Biologen Ronald Verhagen, der im März 1996 die 23 Typusexemplare gesammelt hatte. 

## Merkmale
Die Verhagen-Bürstenhaarmaus erreicht eine Kopf-Rumpf-Länge von 112 bis 140 mm, eine Schwanzlänge von 43 bis 81 mm, eine Hinterfußlänge von 21 bis 23,5 mm und eine Ohrenlänge von 14,3 bis 22 mm. Das Körpergewicht liegt im Bereich zwischen 40 und 64 g. Die Schädellänge beträgt 29 bis 31,6 mm. Die Verhagen-Bürstenhaarmaus ist nur wenig von der Gelbgefleckten Bürstenhaarmaus (Lophuromys flavopunctatus) zu unterscheiden, die ein rötlichbraunes oder schwarzbräunliches, gesprenkeltes Fell hat. Sie ist insgesamt ziemlich groß und hat einen großen, aber dünnen Schädel mit schwach ausgeprägten Supraorbitalgraten.  Der kurze Schwanz weist eine Länge auf, die 50 bis 60 % der Kopf-Rumpf-Länge entspricht.

## Verbreitungsgebiet
Die Verhagen-Bürstenhaarmaus ist nur vom Mount Meru in Tansania bekannt, wo sie den einzigen Vertreter der Gattung repräsentiert.

## Lebensraum
Die Verhagen-Bürstenhaarmaus bewohnt afroalpines Grasland und Buschland mit kleinen Teichen, die stark von Sauergrasgewächsen (Cyperaceae) umgeben sind, Ränder von Bergwäldern sowie Heidebuschland und Bambushaine in Höhenlagen von 2300 bis 2600 m.

## Lebensweise
Über die Lebensweise dieser Art ist nichts bekannt.

## Status
Die Verhagen-Bürstenhaarmaus wird in der IUCN Red List als Synonym der Gelbgefleckten Bürstenhaarmaus klassifiziert. Nach Angaben des Handbook of the Mammals of the World sollte die Art in die Kategorie „unzureichende Datenlage“ (data deficient) eingestuft werden, da kein Basiswissen über ihre Biologie und Ökologie vorhanden ist. 